# John Carter (filme)
John Carter (Brasil: John Carter: Entre Dois Mundos / Portugal: John Carter) é um filme estadunidense de fantasia, ficção científica e de westerns sobre John Carter, o personagem principal na maior parte da série literária de romance planetário, Barsoom criada por Edgar Rice Burroughs. O filme foi dirigido por Andrew Stanton, e o intérprete de Carter é Taylor Kitsch. O filme explora a vida extraterrestre e guerra civil.
O filme é baseado, em sua maior parte, na história do livro "Uma Princesa de Marte", de Edgar Rice Burroughs, que foi serializado em 1912 e publicado como um romance em 1917, mas também com elementos do segundo livro da série Barsoom, "The Gods of Mars".

## Sinopse
O herói John Carter é um veterano confederado da Guerra Civil Americana, que se esconde em uma caverna depois de ser perseguido por índios apaches e de lutar com um Thern, acorda misteriosamente em Marte,  chamado pelos seus habitantes de Barsoom. Como a gravidade do planeta é apenas 38% da terrestre, John Carter é mais forte e ágil que os habitantes de Marte.  Anteriormente, um mundo parecido com a Terra, tornou-se mais hostil à vida, devido à sua idade avançada: seus oceanos evaporaram  e a atmosfera tornou-se rarefeita. O planeta moribundo transformou-se em um mundo seco e de barbárie, com seus habitantes endurecidos e belicosos, lutando entre si pela sobrevivência. Enquanto prisioneiro da horda dos Tharks, uma raça de guerreiros verdes, com quatro braços, três metros de altura e presas, Carter conhece e salva a princesa de Marte, Dejah Thoris de uma raça humanoide de pele avermelhada. A princesa convence John Carter a lutar, com a ajuda dos Tharks, para evitar uma guerra civil que pode levar o planeta à completa extinção.

## Elenco
- Taylor Kitsch como John Carter
- Lynn Collins como Dejah Thoris[5]
- Willem Dafoe como Tars Tarkas, um guerreiro Barsoomian e aliado de John Carter[6]
- Thomas Haden Church como Hajus, um guerreiro Thark vicioso[7]
- Samantha Morton como Sola, filha de Tars Tarkas[8]
- Dominic West como Sab Than, o príncipe dos Zodangans
- Polly Walker como Sarkoja, uma impiedosa, Thark tirânico
- James Purefoy como Kantos Kan, o capitão do navio Xavarian[7]
- Mark Strong como Matai Shang, governador dos Therns[7]
- Ciarán Hinds como Tardos Mors
- Bryan Cranston como um coronel da Guerra Civil, que entra em conflito com Carter[9]
- Daryl Sabara como Edgar Rice Burroughs
- Nicholas Woodeson como Dalton, advogado de Carter
- Don Stark como Dix, comerciante no Arizona
- Art Malik como General Zondangan
- Jonathan Hyde como professor de Burroughs (cenas excluídas)

## Desenvolvimento

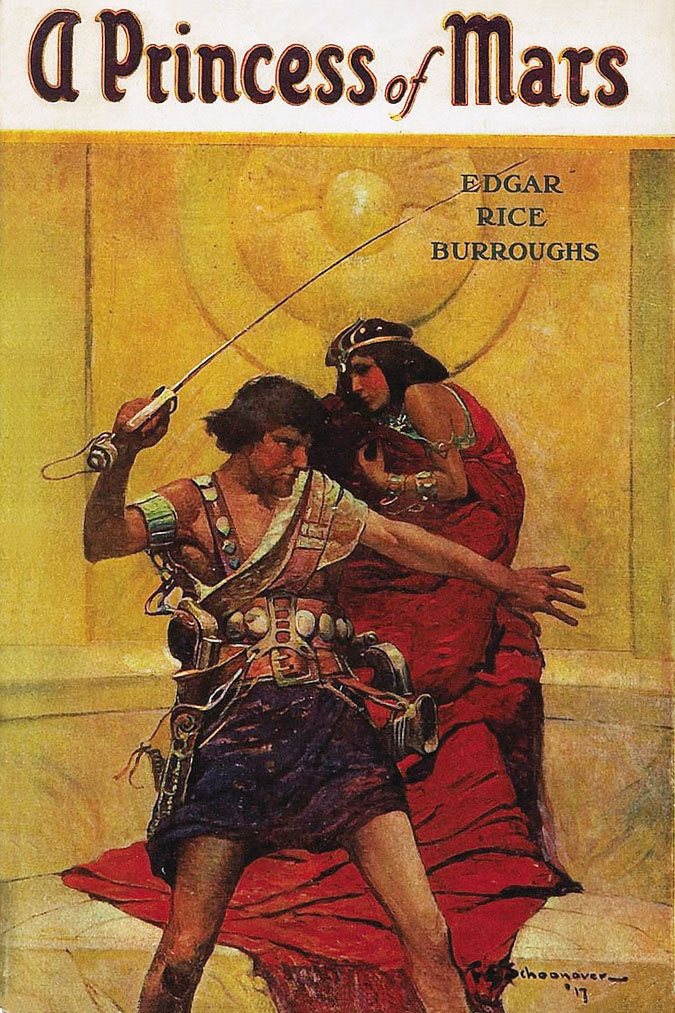
Capa da primeira edição do A Princess of Mars por Burroughs, A. C. McClurg, 1917.

Em 1931, o diretor de animação Bob Clampett, que na época trabalhava para Warner Bros. em Looney Tunes, se aproximou do escritor Edgar Rice Burroughs, com a ideia de produzir um longa de animação baseado em A Princess of Mars, o escritor ficou animado com a possibilidade, uma vez que, com os recursos da época, não seria possível produzir um filme live action satisfatório. Em 1935,  Clampett trabalhou ao lado do filho do escritor, o ilustrador, John Coleman Burroughs, Clampett usou técnicas de desenho à mão e rotoscopia, em 1936, apresentou um teste para MGM, o teste foi exibido em cidades pequenas, porém, a reação não foi positiva e o projeto não foi aprovado, um dos motivos apontados, era a estranheza de uma história de terráqueo em Marte, o estúdio chegou a sugerir uma animação baseada em Tarzan, proposta que foi recusada por Clampett, curiosamente, no mesmo ano, a Universal Studios lançou um seriado baseado na tira de jornal Flash Gordon, cuja história guarda semelhanças com a de John Carter, para Clampett, o projeto não foi aprovado por ser mais adulto que Flash Gordon, o teste de animação foi considerado perdido, até que na década de 1970, o neto de Edgar, Danton, encontrou guardado nos arquivos da  Edgar Rice Burroughs Inc., tivesse sido produzido, o filme animado de A Princess of Mars, antecederia Branca de Neve e os sete anões da Disney, lançado em 1937 e considerado o primeiro filme animado dos Estados Unidos e a série de curtas do Superman, produzida pela Fleischer Studios em 1941.
Durante a década de 1950, o diretor de efeitos especiais com stop-motion, Ray Harryhausen, se interessou em adaptar a série Barsoom para os cinemas, porém, nenhuma negociação aconteceu até a década de 1980, quando os produtores Mario Kassar e Andrew G. Vajna compraram os direitos para a Walt Disney Pictures, ambos tinham a ideia de criar um concorrente tanto para Star Wars, quanto para Conan, o Bárbaro. Ted Elliott e Terry Rossio foram contratados para escrever o roteiro, enquanto John McTiernan foi contratado para dirigir e Tom Cruise para estrela. O projeto entrou foi cancelado, porque McTiernan percebeu que os efeitos visuais ainda não estavam avançados o suficiente para recriar o planeta Marte segundo a visão de Burroughs. O projeto continuou com a Disney, Jeffrey Katzenberg foi um forte defensor de filmar a história, porém, os direitos acabariam sendo devolvidos para Edgar Rice Burroughs Inc.
Nos primeiros anos desta década, a Paramount Pictures comprou os direitos do filme, competindo por sua vez, com a Columbia Pictures. Após a Paramount e o  produtor James Jacks contrataram Mark Protosevich para escrever o roteiro.  Em 2003, depois que ele havia proposto o roteiro, Robert Rodriguez assinou o contrato para dirigir o filme. O início das filmagens foi previsto para 2005, com Rodriguez dispostos a usar os aparelhos digitais que ele usou para Sin City. Rodriguez pretendia contratar Frank Frazetta, o popular ilustrador de fantasia, que já havia trabalhado com os personagens de Burroughs, como designer no filme. No entanto, após alguma controvérsia, o que levou Rodriguez a abandonar a Directors Guild of America, a Paramount optou por contratar um diretor da DGA, o diretor escolhido foi Kerry Conran (de Sky Captain and the World of Tomorrow), que contratou Ehren Kruger para reescrever o script.  Conran posteriormente abandonou o projeto por razões desconhecidas, e foi substituído por Jon Favreau em outubro de 2005.
Favreau e o roteirista Mark Fergus queriam que o roteiro fosse fiel ao romance. O primeiro filme era uma adaptação dos três primeiros romances. No entanto, o interesse de Favreau para o projeto não era forte, e em agosto de 2006, a Paramount optou por não renovar os direitos do filme, preferindo se concentrar em Star Trek. Favreau e Fergus então, começaram a trabalhar em Homem de Ferro.
Em 2009, foi lançado um filme diretamente em vídeo intitulado "Princess of Mars" com os atores Antonio Sabàto Jr. no papel de Carter e Traci Lords como Dejah Thoris.

## Produção
Em janeiro de 2007, a Disney comprou de volta os direitos do filme. Em 2008, Andrew Stanton e Mark Andrews completaram o primeiro esboço para o primeiro filme de uma trilogia do filme. O primeiro filme é baseado no primeiro romance A Princess of Mars. 
Em abril de 2009, o escritor Michael Chabon foi contratado para editar partes do script, uma vez que, era a primeira experiência de Stanton com um filme live-action, depois de dirigir os filmes de animação da Pixar, Procurando Nemo e Wall-E. A trilha sonora foi criada por Michael Giacchino.
As filmagens começaram no Reino Unido em 4 de janeiro de 2010. A maior parte das cenas em estúdio foram filmadas nos Estúdios Shepperton, em Londres e nos Estúdios Longcross, em Chelburn, ao longo de um período de quatro meses. Posteriormente as filmagens foram realizadas por mais de 12 semanas em Utah, com locações em Moab, Lake Powell, nas planícies salinas Delta, em Hanksville e em Big Water.
Um linguista foi contratado para criar todo um idioma Thark marciano, usando apenas algumas palavras mencionadas nos livros de Edgar Rice Burroughs.
Para o traje de noiva de Dejah Thoris, utilizado no filme, foram utilizados mais de 120.000 cristais Swarovski aplicados à mão.

## Recepção
John Carter: Entre Dois Mundos foi uma das maiores apostas comerciais da Disney para o ano de 2012. Apesar do orçamento extraordinário de US$250 milhões, nos quais não estão incluídos os gastos com publicidade, o filme não teve a recepção esperada pelos produtores, tendo arrecadado cerca de US$73 milhões apenas nos Estados Unidos, causando prejuízo aos estúdios. O presidente da Disney, Rich Ross, foi obrigado a pedir demissão de seu cargo.
No Brasil o filme estreou em primeiro lugar nos cinemas, com 302 mil entradas em sua primeira semana de exibição, 72% delas para as cópias em 3D.

## Sequências canceladas
Antes do lançamento do filme, os produtores informaram que John Carter iria a ser o primeiro filme de uma trilogia. Os produtores Jim Morris e Lindsey Collins começaram a trabalhar em uma sequência com base no segundo romance de Burroughs, The Gods of Mars. No entanto, o mau desempenho nas bilheterias do filme, adiaram a produção de outro filme.
Em 20 de outubro de 2014, foi confirmado que a Disney havia devolvido os direitos de produzir novos filmes para Edgar Rice Burroughs Inc.